# Millicent Fawcett
Pour les articles homonymes, voir Fawcett.
Millicent Fawcett, née Garrett le 11 juin 1847 à Aldeburgh dans le Suffolk et morte le 5 août 1929 à Bloomsbury (Londres), est une femme politique, écrivaine et militante féministe britannique. Elle fait partie du mouvement suffragiste, dans lequel elle adopte une position modérée par le biais de réformes législatives, et s'attache à promouvoir l'éducation des femmes.
De 1897 à 1919, elle a dirigé la plus grande association britannique de défense des droits des femmes, la National Union of Women's Suffrage Societies (NUWSS), expliquant : « Je ne peux pas dire que je suis devenue suffragette. Je l'ai toujours été, depuis le moment où j'ai été assez âgée pour penser aux principes d'un gouvernement représentatif. » Elle a essayé de promouvoir l'accès des femmes aux études supérieures, en tant que gouverneure du Bedford College, à Londres, et en cofondant le Newnham College, à Cambridge, en 1875. En 2018, un siècle après la loi sur la représentation du peuple, elle est la première femme honorée par une statue sur Parliament Square.

## Biographie

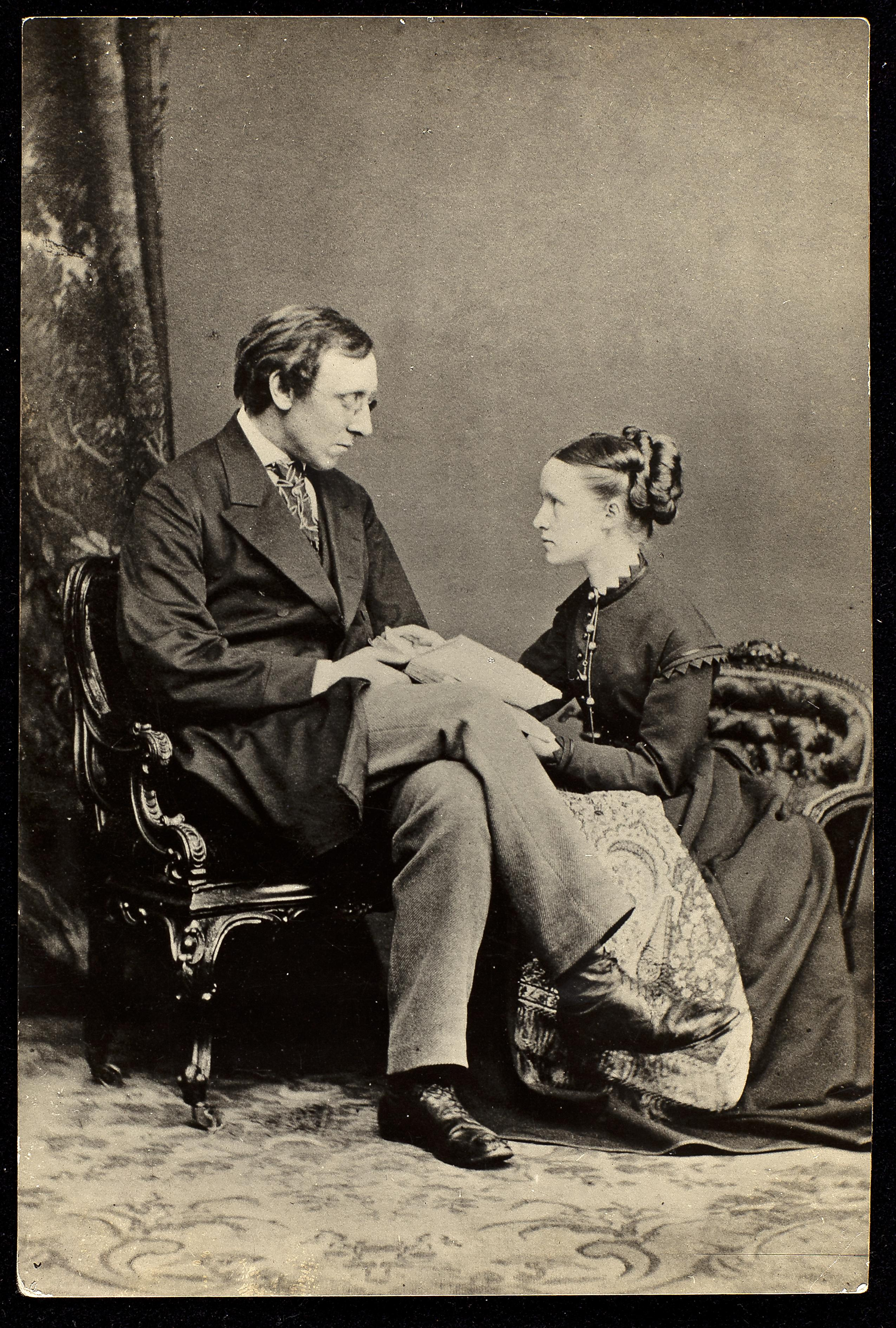
Millicent Garrett Fawcett avec Henry Fawcett vers 1880.

Millicent Garrett Fawcett est née le 11 juin 1847 à Aldeburgh. Ses parents sont Newson Garrett (1812-1893), un homme d'affaires de la ville voisine de Leiston, et Louisa (née Dunnell, 1813-1903). Elle était la huitième de leurs dix enfants.
Millicent Garrett naît dans une famille libérale qui lui assure une éducation complète. Sa sœur, Elizabeth Garrett, commence des études de médecine à Londres en 1859 et devient la première femme médecin britannique. Elle présente son amie Emily Davies à sa sœur. C'est à ce moment-là que les trois jeunes femmes décident de faire carrière dans des domaines différents afin d'élargir les droits des femmes. Elizabeth Garrett choisit la médecine, Emily Davies l'éducation et Millicent Fawcett la politique.
Millicent fait la connaissance chez sa sœur de John Stuart Mill, philosophe libéral qui milite pour le droit des femmes, en 1865. Celui-ci la présente à Henry Fawcett, député libéral qui devient plus tard Postmaster General dans le second gouvernement de William Gladstone. Ils se marient en 1867 et ont une fille, Philippa Fawcett, enseignante à la Birkbeck, Université de Londres.
Henry Fawcett est atteint de cécité et Millicent lui sert d'assistante, ce qui lui permet de participer à des réunions et d'acquérir une connaissance du monde politique. Alors qu'elle se rend à la police pour déclarer la perte de son sac, on lui indique que le véritable propriétaire du sac selon la loi est son mari. Cette mésaventure la décide à s'engager pour les droits des femmes.
Elle milite pour l'obtention du droit de vote des femmes, puis s'investit dans la vie scientifique et politique après la mort de son époux, en 1884. Elle prend part, en 1871, à la fondation du Newnham College à Cambridge. Elle fonde en 1897 la principale organisation du mouvement suffragiste, la National Union of Women's Suffrage Societies (NUWSS), dont elle devient la présidente. La NUWSS organise en 1913 la Great Pilgrimage (en), une grande marche pour le droit de vote des femmes en direction de Hyde Park, à Londres,. Elle quitte son poste  en 1919, une année après l'octroi du droit de vote aux femmes âgées de plus de 30 ans.

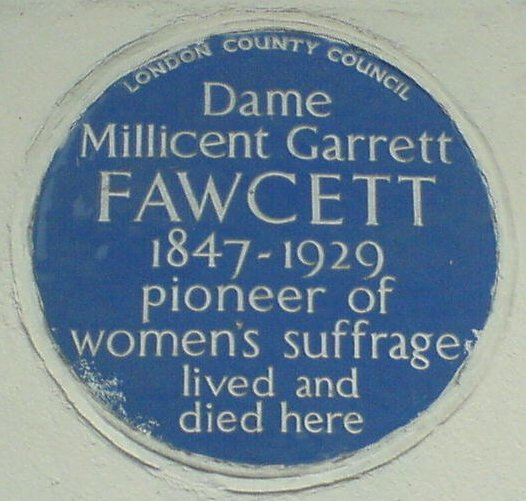
Blue Plaque sur la maison de Gower Street où Fawcett habitait et mourut.

En juillet 1901, le gouvernement britannique la nomme à la tête de la Fawcett Commission, qui enquête sur les conditions de vie dans les camps de concentration institués par Lord Kitchener pendant la seconde guerre des Boers de 1899-1902 en Afrique du Sud. Elle produit un rapport jugé complaisant pour la gestion des camps par l'administration britannique.
Elle meurt chez elle, au 2 Gower Street, dans le quartier londonien de Bloomsbury, le 5 août 1929.

## Militantisme

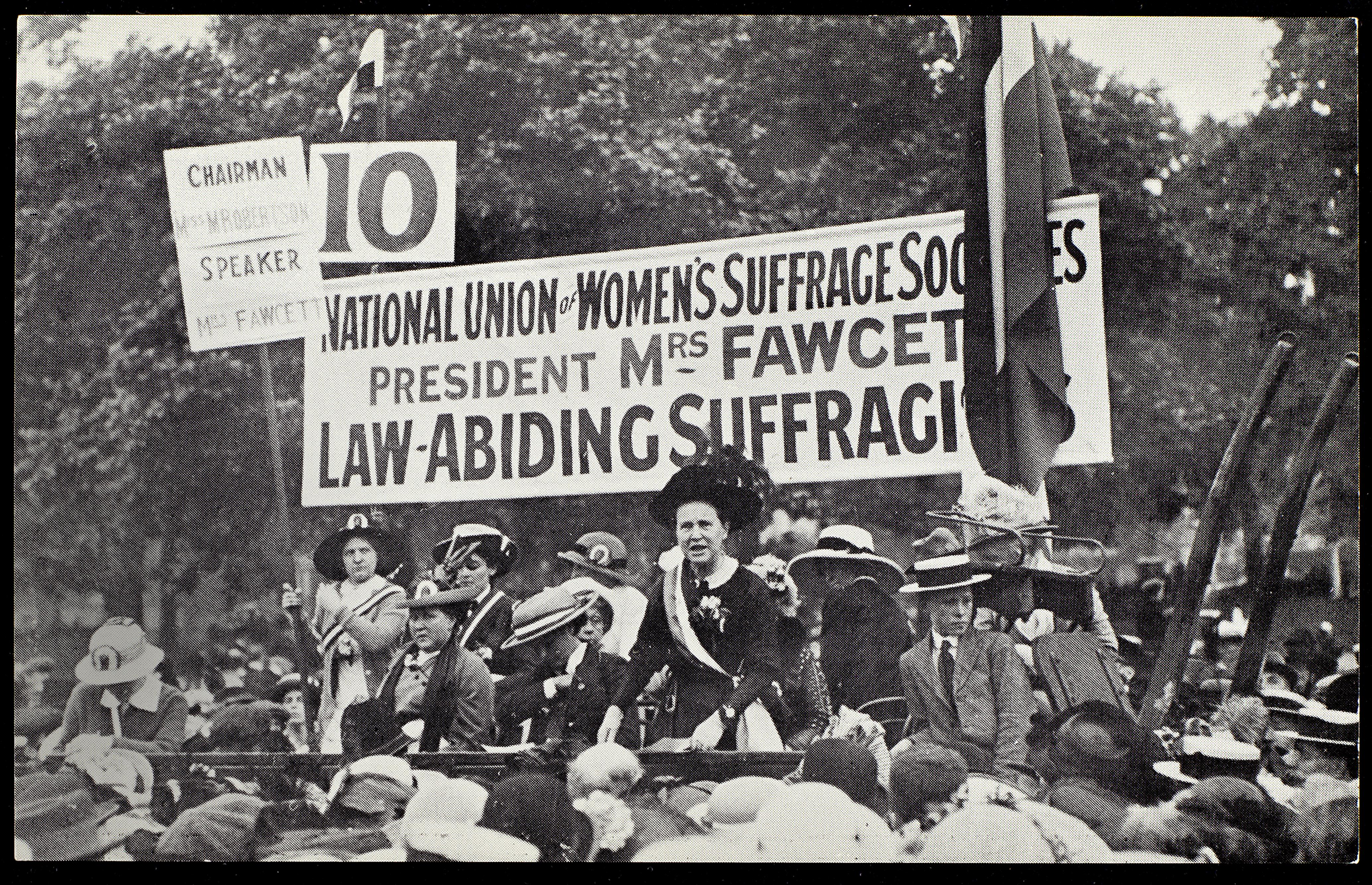
Discours de Millicent Fawcett à Hyde Park en 1913 à Londres durant la marche pour le suffrage.

L'engagement militant de Millicent Fawcett était relativement modéré en comparaison des actions coups de poing de la famille Pankhurst et de la Women's Social and Political Union (WSPU). Elle pensait que leur attitude leur aliénait la reconnaissance de nombreux députés et du grand public.
Dans les années 1870, Millicent Fawcett s'est également élevée contre les Contagious Diseases Acts, qui imposaient aux prostituées des villes portuaires et des environs des bases militaires un dépistage obligatoire d'éventuelles maladies vénériennes et les condamnaient en cas de test positif à des séjours en hôpital pouvant aller jusqu'à un an. Le refus du dépistage était également passible d'emprisonnement, alors que ce dernier consistait en un examen invasif et douloureux, et que les clients qui contaminaient les prostituées n'encouraient quant à eux absolument rien. Ces lois finirent par être abrogées en 1886 en partie grâce à l'action de Millicent Fawcett.
Lors de la Première Guerre mondiale, la NUWSS refuse de participer à l'effort de guerre, contrairement à d'autres mouvements comme la WSPU, car un certain nombre de ses membres étaient pacifistes. Fawcett, bien que n'étant pas elle-même pacifiste, n'impliqua pas son organisation, de peur que de nouvelles scissions en son sein entraînent une baisse des aides financières allouées par le gouvernement. Ainsi, la NUWSS se contenta de continuer sa campagne pour l'obtention du droit de vote pour les femmes, tout en pointant du doigt l'importance du travail fourni par les femmes durant le conflit.

## Distinctions

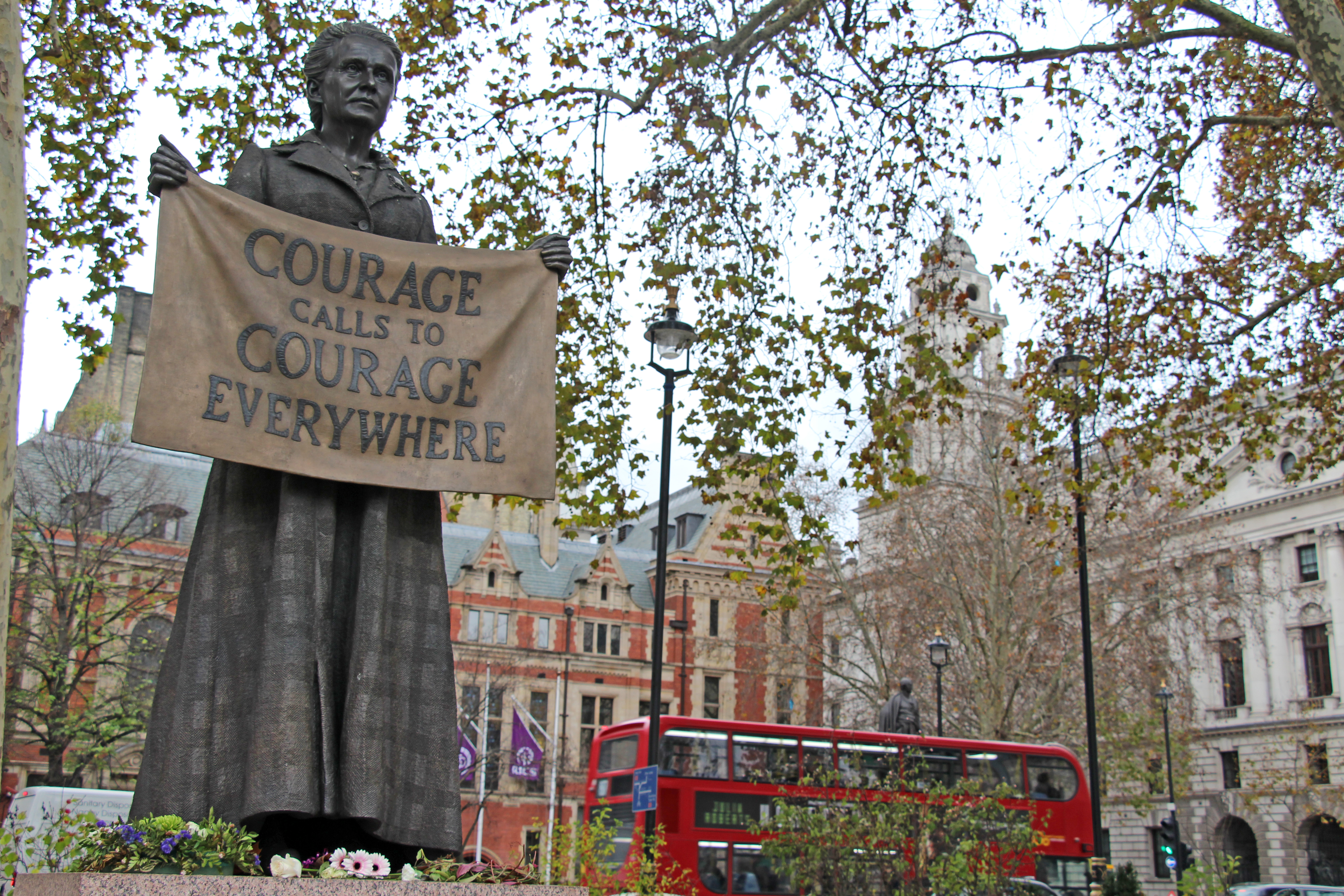
Statue de Millicent Fawcett sur le Parliament Square à Londres.

- 1925 : Dame grand-croix de l'ordre de l'Empire britannique
- Le Millicent Fawcett Hall de Westminster est inauguré l'année de sa mort pour permettre aux femmes de débattre des grands problèmes auxquels elles sont confrontées dans la société.
- La Fawcett Society, organisation féministe britannique s'attachant à établir l'égalité hommes/femmes, est nommée en son honneur.
- En 2018, une statue est érigée en son honneur sur le Parliament Square (Londres)[12],[13],[14],[9].

## Publications
- 1870 : Political Economy for Beginners[15].
- 1872 : Essays and Lectures on Social and Political Subjects (avec Henry Fawcett)[16].
- 1872 : Electoral Disabilities of Women: a lecture
- 1874 : Tales in Political Economy[17]
- 1875 : Janet Doncaster, a novel, set in her birthplace of Aldeburgh, Suffolk[18]
- 1889 : Some Eminent Women of our Times: short biographical sketches[19].
- 1895 : Life of Her Majesty, Queen Victoria[20].
- 1901 : Life of the Right Hon. Sir William Molesworth[21].
- 1905 : Five Famous French Women[22]
- 1912 : Millicent Garrett, Dame Fawcett, Women's suffrage : a short history of a great movement, T.C. & E.C. Jack, 1912 (ISBN 0-9542632-4-3 et 978-0-9542632-4-9, OCLC 55033280, lire en ligne)[23].
- 1920 : The Women's Victory and After: Personal reminiscences, 1911–1918 [24]
- 1924 : Millicent Garrett, Dame Fawcett, What I remember, Hyperion Press, 1976 (ISBN 0-88355-261-2 et 978-0-88355-261-2, OCLC 1530931, lire en ligne)[25].
- 1926 : Easter in Palestine, 1921-1922[26].
- 1927 : Josephine Butler: her work and principles and their meaning for the twentieth century (written with Ethel M. Turner).